# Таганрогская правда
«Таганрогская правда» — городская общественно-политическая ежедневная газета, учреждённая в феврале 1918 года.

## История

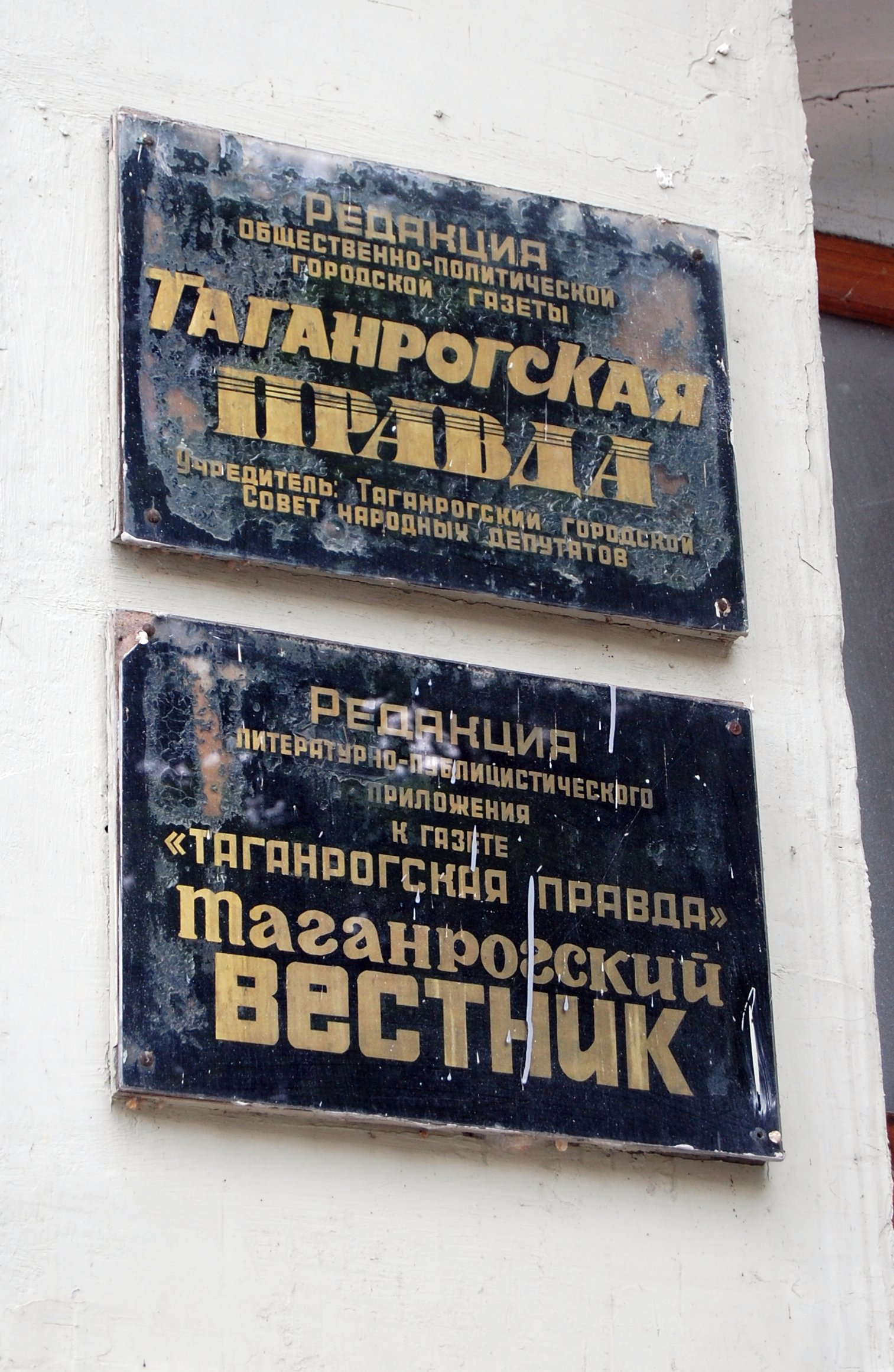
Таблички у парадного входа редакции, 2012 г.

Свою историю «Таганрогская правда» ведет от частной политической и литературной газеты «Азовский вестник», первый номер которой вышел в январе 1871 года. После закрытия «Азовского вестника» из-за проблем с цензурой в Таганроге появилась газета «Азовские слухи» (1881), которая в 1882 году сменила издателя и название на «Таганрогский вестник». Вплоть до Октябрьской революции «Таганрогский вестник» считался наиболее влиятельной газетой в Таганроге. В январе 1918 года, когда в Таганроге была установлена советская власть, старый «Таганрогский вестник» преобразовался в молодого «Таганрогского пролетария», от которого через «Вестник Украинской народной республики», «Вестник Таганрогского Совета рабочих депутатов», «Красное знамя» (1920), «Донскую правду» (1929), «Новое слово» (1941—1943, под контролем оккупационных властей) и ведет своё летоисчисление нынешняя «Таганрогская правда».
Первый номер газеты под названием «Таганрогская правда» вышел 17 августа 1930 года.
В октябре 1931 года газету возглавил журналист Александр Моррисон, которого партия направила в Таганрог «поднимать» «Таганрогскую правду».
В 2005 году на газету была подана жалоба, подписанная Благочинным Церквей Таганрогского округа Александром Клюнковым, за публикацию анекдота про Буратино: «Сидит Буратино и думает: вроде и зачатие у меня непорочное, и отец плотник…»
В 2008 году по указанию мэра Таганрога Николая Федянина был изъят весь тираж газеты «Таганрогская правда», более 7 тыс. экз., по причине публикации статьи «Ростов нам друг, но Таганрог дороже». В публикации, не дошедшей до читателей, шла речь о том, что Таганрог имеет ничуть не меньшее право на присвоение звания Города воинской славы, чем Ростов-на-Дону.
В мае 2012 года, после победы на выборах в мэры Таганрога Владимира Прасолова, главным редактором «Таганрогской правды» была назначена И. Н. Первутинская, что вызвало недоумение у журналистской общественности города, поскольку Первутинская не имела на момент назначения ни журналистского образования, ни профессионального опыта.
В июне 2012 года, после многолетнего перерыва, была возобновлена жизнедеятельность официального сайта «Таганрогской правды». По данным компании «Медиалогия», подготовившей рейтинг медиа-ресурсов Ростовской области за I квартал 2012 года, «Таганрогская правда» заняла по Ростовской области 19 место.
В 2013 году редакция отметила 95-летний юбилей газеты. Торжественное собрание по этому поводу было проведено в Городском доме культуры. Помимо традиционных для подобных мероприятий тёплых слов и пожеланий, ветеранами газеты была высказана и вполне конструктивная критика текущего состояния «Таганрогской правды».
В 2013 году «Таганрогская правда» своими публикациями поддержала инициативу городских властей о демонтаже и переносе памятника таганрогским подпольщикам «Клятва юности», инициативу, вызвавшую бурное возмущение горожан и обсуждаемую как в федеральных СМИ, так и в Государственной Думе.
С июля 2014 года газета переходит на новый график, два раза в неделю, по средам и пятницам. Данное решение обусловлено экономическим положением издания.
В январе 2016 года аудиторская проверка финансовой деятельности газеты установила, что поступления от основного вида деятельности в 2014 году снизились на 1,686 млн рублей по сравнению с 2013 годом. На 735 тысяч рублей уменьшилась рекламная выручка, на 594 тысяч рублей снизилась подписка. Размер субсидии газете из местного бюджета и объём муниципального заказа за этот же период увеличился и в настоящее время составляет 2 миллиона рублей в год.

## Названия
- с 1871 по 1881 — «Азовский вестник»
- с 1881 по 1882 — «Азовские слухи»
- с 1882 по 1918 — «Таганрогский вестник»
- с 1918 по 1918 — «Вестник Украинской народной республики»[22].
- с 1918 по 1920 — «Таганрогский пролетарий»
- с 1920 по 1929 — «Красное знамя»
- с 1929 по 1930 — «Донская правда»[6]
- с 1930 по 1941 — «Таганрогская правда»[6]
- с 1941 по 1943 — «Новое слово» (1941—1943, под контролем оккупационных властей)
- с 1943 по наст время — «Таганрогская правда»

## Тираж
| Год       | 1931  | 1940  | 1970  | 1992  | 1997  | 2002  | 2006 | 2007 | 2008 | 2009 | 2010 | 2011 | 2012 | 2013 | 2015 | 2018 | 2020 |
| Тенденция | ▲     | ▲     | ▲     | ▼     | ▼     | ▲     | ▼    | ▼    | ▼    | ▼    | ▼    | ▼    | ▼    | ▼    | ▲    | ▼    | ▼    |
| Экз.      | 16000 | 18000 | 50000 | 68126 | 17785 | 18600 | 9500 | 8200 |      |      |      | 4507 | 4318 | 4007 | 4016 | 4003 | 3105 |

## Главные редакторы
- с 2022 по наст. время время — И. И. Сдатчикова (и. о.)
- с 2021 по 2022 — А. Г. Шалимов
- с 2018 по 2021 — И. И. Сдатчикова (и. о.)
- с 2016 по 2018 — О. П. Дятловская (и. о.)[35]
- с 2014 по 2016 — В. Г. Байчук[36]
- с 2012 по 2014 — И. Н. Первутинская[37]
- с 2001 по 2012 — А. А. Малиновский[38]
- с 1998 по 2000 — Б. И. Сущенко
- с 1990 по 1998 — Б. М. Слуцкий[39]
- с 19?? по 1990 — В.А. Кукушкин
- с 197? по 19?? — И. Н. Кузьменко[35]
- с 196? по 197? — А. П. Куцко
- с 195? по 195? — А. И. Жмуров
- с 1946 по 195? — И. М. Стегачёв
- с 1943 по 1946 — В. А. Кулагин
- с 19?? по 1941 — М. В. Рогов
- с 19?? по 1937 — Л. Я. Чистовская[40] (Чентовская[7])
- с 1931 по 1936 — А. П. Моррисон[6][7]
- с 19?? по 1931 — И. Соловьев

## Известные сотрудники и авторы
- Бондаренко, Иван Иванович (1910—1999) — российский писатель, чеховед, педагог.
- Моррисон, Александр Платонович (1902—1937) — главный редактор, журналист, общественный деятель.
- Назаренко, Анатолий Георгиевич (1929—1943) — член таганрогской подпольной антифашистской организации.
- Протопопов, Владислав Васильевич (1961—2015) — российский художник, педагог.
- Сухорученко, Геннадий Анатольевич (1934—2000) — русский советский поэт.
- Щербина, Олег Фёдорович (1958—2020) — российский журналист, редактор.
- Эйдельман, Эдвард Аронович (1904—1981) — художник-ретушёр, художник.